# St. Petersburgische Zeitung

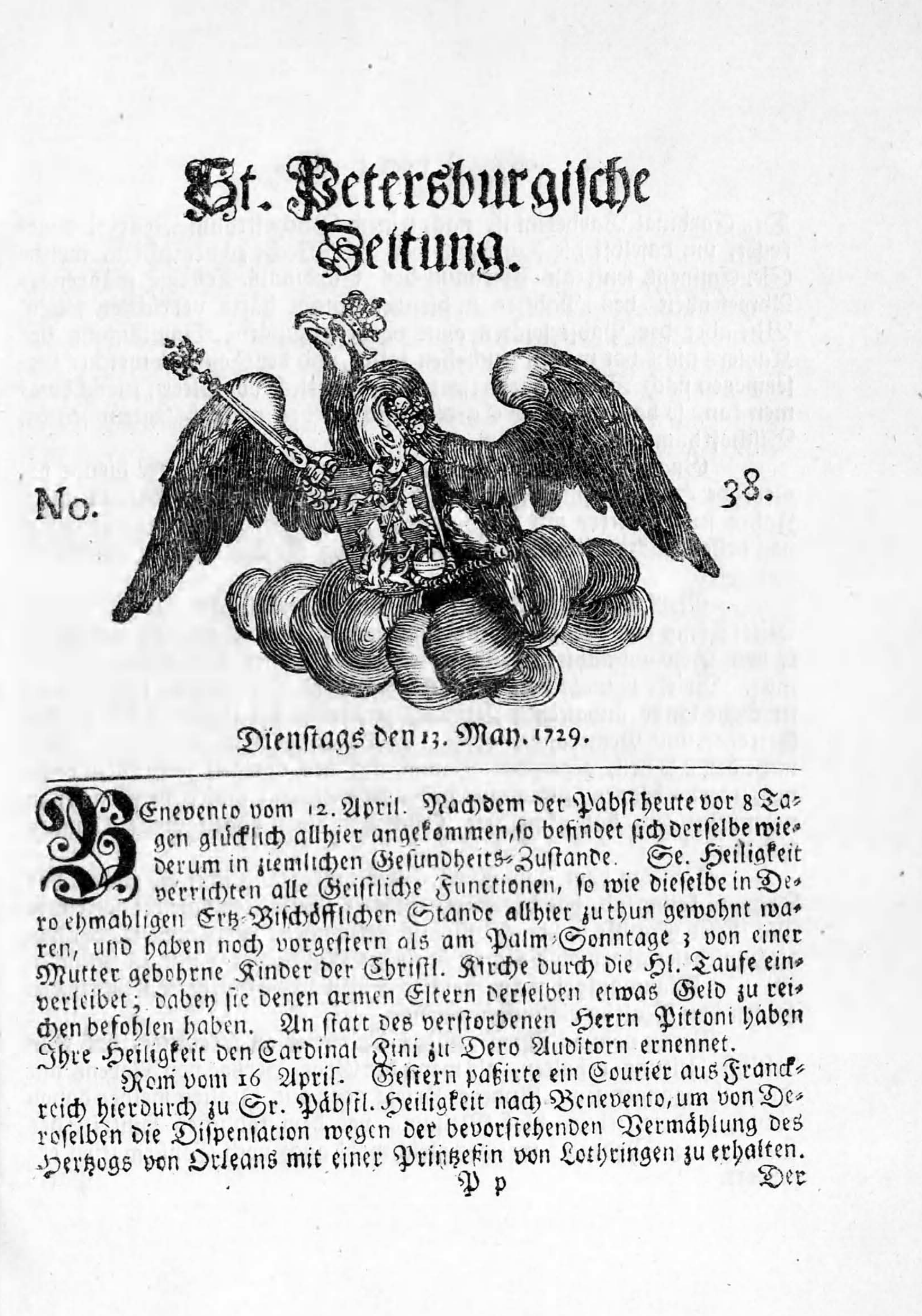
Ausgabe der St. Petersburgischen Zeitung, 1729

Die St. Petersburgische Zeitung, ab 1852 St. Petersburger Zeitung, war eine deutschsprachige Zeitung aus Sankt Petersburg, die von 1727 bis 1915 im Russischen Kaiserreich erschien.

## Geschichte
Die St. Petersburgische Zeitung ist die älteste deutschsprachige Auslandszeitung sowie die älteste Zeitung Sankt Petersburgs und zweitälteste Zeitung ganz Russlands, die nahezu gleichzeitig mit den ersten russischen Zeitungen im Jahre 1729 entstand. Sie erschien zunächst als Wochenzeitung und ab 1831 als Tageszeitung. Bis 1874 war sie im Besitz der Russischen Akademie der Wissenschaften. Danach ging sie an das Ministerium für Volksbildung über. Neben der Rigaschen Rundschau zählte die St. Petersburger Zeitung zu den zwei wichtigsten deutschsprachigen Zeitungen in Russland, beispielsweise auch für Wolgadeutsche, Krimdeutsche und Sibiriendeutsche. Ein weiteres Konkurrenzblatt im späten 19. Jahrhundert war der Sankt Petersburger Herold.
Unter der Redaktion des Hofrates Friedrich Clemens Meyer von Waldeck (1852–1874) erhielt die Zeitung einen modernen Zuschnitt. 1878 wurde die St. Petersburger Zeitung an den deutschbaltischen Journalisten Paul von Kügelgen (1843–1904) verpachtet. Dieser legte sie mit der Nordischen Presse zusammen. Nach seinem Tod führten seine Kinder Paul Siegwart von Kügelgen (1875–1952) und Karl Konrad Emil von Kügelgen (1876–1945) das Blatt fort.
Im Zuge des Ersten Weltkrieges wurden im Russischen Kaiserreich 1915 alle deutschsprachigen Zeitungen verboten. Damit endete auch die 188-jährige Geschichte der St. Petersburger Zeitung.